# NGC 6508
NGC 6508 في الفهرس العام الجديد، هي مجرة، تقع في كوكبة التنين. اكتشفت في 19 سبتمبر 1883 بواسطة إرنست هارتفيغ.

## روابط خارجية
- NGC 6508 على موقع ويكي سكاي: DSS2, SDSS, GALEX, IRAS, Hydrogen α, X-Ray, Astrophoto, Sky Map, Articles and images